# John Kirtland Wright
John Kirtland Wright (Cambridge (Massachusetts), 30 de novembro de 1891 - Hanover (New Hampshire), 24 de março de 1969) foi um geógrafo norte-americano, conhecido por seu trabalho em cartografia, geosofia e estudo da história do pensamento geográfico. 
Era filho do estudioso clássico John Henry Wright e da escritora Marie Tappan Wright, e irmão do advogado e romancista utópico Austin Tappan Wright. Casou com Katharine McGiffert em 21 de janeiro de 1921 em Nova Iorque, tendo tido três filhos: Austin Wright, Gertrude Huntington McPherson e Marie Wolcott Toynbee.

## História
Durante a Primeira Guerra Mundial, John serviu na infantaria, e depois nos serviços secretos do exército. Após a sua desmobilização, e enquanto estava a fazer o seu doutoramento, Harvard ofereceu-lhe uma bolsa para viajar pela Europa. Assim, passou a maior parte do tempo em Paris, onde seguiu os cursos de Lucien Gallois, Albert Demangeon, Emmanuel de Martonne e Jean Brunhes. Depois de completar um doutoramento em história na Universidade de Harvard em 1920, Wright trabalhou como bibliotecário para a American Geographical Society entre 1920 e 1956, e também foi colaborador académico, editor, e finalmente diretor de publicações da AGS. Três temas principais surgiram na prolífica carreira académica de John K. Wright, que se encontram nas obras que publicou: a interdisciplinaridade (principalmente da história) com a geografia, o poder da mente e do sobrenatural na criação subjetiva da pesquisa geográfica, e a importância de partilhar o conhecimento académico.
Wright propôs o termo mapa coroplético em 1938, embora a técnica cartográfica tenha sido usada já por Charles Dupin em 1826. Wright preveniu contra o uso de mapas coropléticos, expondo as virtudes dos mapas dasimétricos. Nove anos depois, em 1947, Wright introduziu a noção de geosofia .

## Publicações
- "Buildings and Parts of Cambridge Commemorated in Longfellow's Poems," in The Cambridge Historical Society. Publications III. Cambridge, Massachusetts, the Society, 1908.
- Geographical Knowledge in Western Europe from 1100 to 1250 (thèse). 1914.
- Aids to Geographical Research: Bibliographies and Periodicals. New York, American Geographical Society, 1923.
- The Geographical Lore of the Time of the Crusades; a Study in the History of Medieval Science and Tradition in Western Europe. New York, American Geographical Society, 1925.
- The Geographical Basis of European History. New York, H. Holt and Company, 1928.
- The Leardo Map of the World, 1452 or 1453, in the Collections of the American Geographical Society. New York, American Geographical Society, 1928.
- Sections and National Growth: an Atlas of the Historical Geography of the United States. New York, American Geographical Society, 1932.
- "The exploration of the fiord region of east Greenland: a historical outline." New York, N.Y., American Geographical Society, 1935.
- Notes on Statistical Mapping, with Special Reference to the Mapping of Population Phenomena (avec Loyd A. Jones, Leonard Stone et T. W. Birch). New York, American Geographical Society, 1938.
- The European Possessions in the Caribbean area; a Compilation of Facts Concerning Their Population, Physical Geography, Resources, Industries, Trade, Government, and Strategic Importance (avec Raye R. Platt, John C. Weaver et Johnson E. Fairchild). New York, American Geographical Society, 1941.
- Aids to Geographical Research: Bibliographies, Periodicals, Atlases, Gazetteers and Other Reference Books (avec Elizabeth T. Platt). 2d ed. New York, Columbia Univ. Press, 1947.
- Geography in the Making; the American Geographical Society, 1851-1951. New York, the Society, 1952.
- Human Nature in Geography: Fourteen Papers, 1925-1965. Cambridge, Harvard University Press, 1966.